# مارچلو ملو
 مارچلو ملو (انگلیسی: Marcelo Melo؛ زاده ۲۳ سپتامبر ۱۹۸۳) یک تنیس‌باز اهل برزیل است.